# Herzog von Gandía

Wappen des Herzogtums Gandía

Der erbliche spanische Adelstitel Herzog von Gandía oder Herzog von Candia – bezogen auf den Ort Gandia in der Valencia – wurde 1399 von König Martin I. von Aragón an Alfons IV. der Ältere, Graf von Ribagorza verliehen. Nach dem Tod von dessen Sohn Alfons dem Jüngeren ging das Herzogtum an Hugo de Cardona über, 1433 erhielt es der Infant Juan, der spätere König Johann II., der es an seinen Sohn Carlos de Viana (1421–1461) weitergab, den König von Navarra. Mit dessen Tod fiel Gandía an die Krone zurück.
1483 verlieh König Ferdinand II. von Aragón den Titel ein zweites Mal. Rodrigo de Borja, der spätere Papst Alexander VI., hatte das Herzogtum für seinen Sohn Pedro-Luis Borgia erworben, um eine Schuld zu begleichen, die der König seit 1470 gegenüber der Stadt Valencia hatte. Nach Pedro Luis‘ Tod ging das Herzogtum an dessen Bruder oder Halbbruder Juan (die Mutter von Pedro Luis ist unbekannt); nach der Ermordung von Juan an dessen Sohn. Der 4. Herzog war der Heilige Francisco de Borja, der 5. Herzog dessen Sohn Carlos, der spätere Vizekönig von Portugal. Im Jahr 1520 wurde der Herzog von Gandía zum Granden von Spanien ernannt.

## Herzöge von Gandía, 1. Verleihung

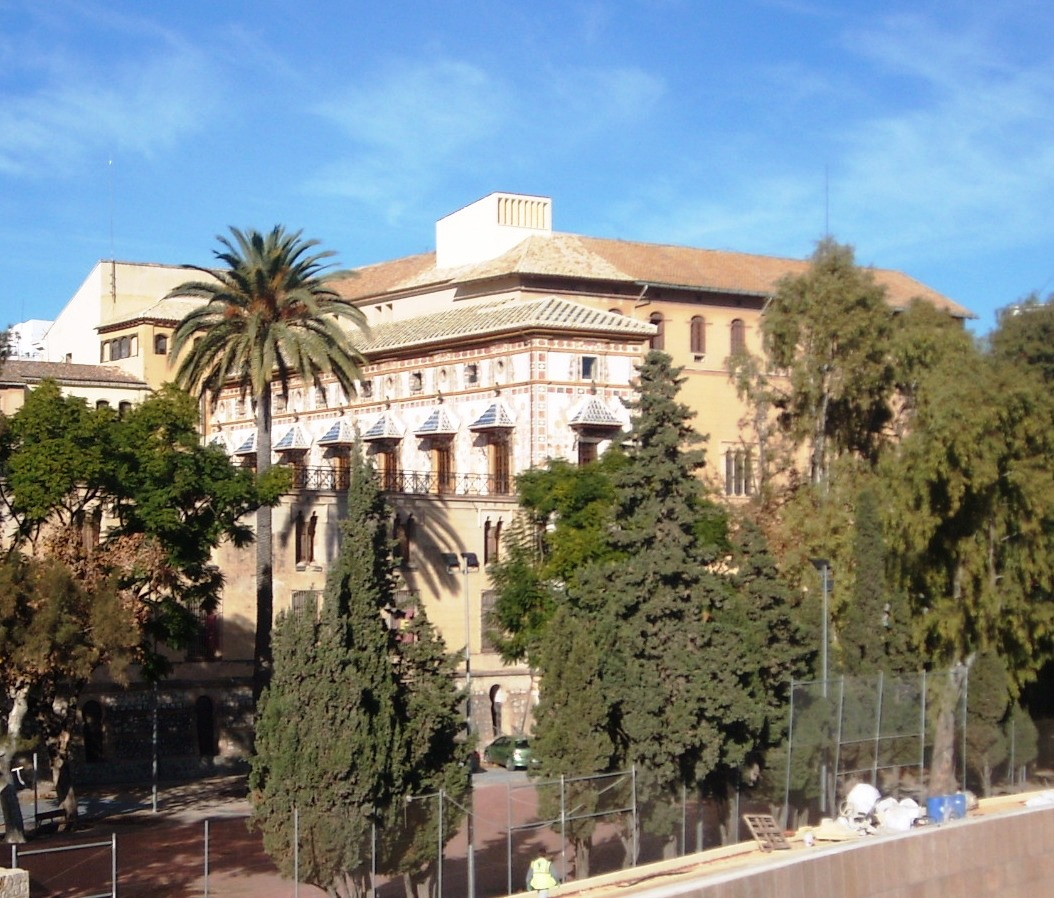
Herzoglicher Palast in Gandia

- Alfonso de Aragón y Foix (Alfonso el Viejo) († 1412), Conde de Ribagorza, Marqués de Villena, 1399 1. Duque de Gandía (Haus Barcelona)
- Alfonso de Aragón y Eiximenis (Alfonso el Joven) († 1425), 2. Duque de Gandía, Conde de Dénia y Ribagorza
- Hugo de Cardona (Haus Folch de Cardona)
- Juan II. de Aragón (Haus Trastámara)
- Carlos de Viana (Haus Trastámara)
- Fernando II. el Católico (Haus Trastámara)

## Herzöge von Gandía, 2. Verleihung
- Pedro Luis de Borja (Pier Luigi Borgia) (um 1467–1488), 1. Duque de Gandía; ⚭ Maria Enriquez de Luna, Tochter von Enrique Enriquez, Admiral von Sizilien
- Juan de Borja (Giovanni Borgia) (um 1476–1497), dessen (Halb-)Bruder, 2. Duque de Gandía; ⚭ Maria Enriquez de Luna, Tochter von Enrique Enriquez, Admiral von Sizilien, Witwe seines Bruders
- Juan de Borja y Enríquez (Juan Borgia II.)(1494–1543), dessen Sohn, 3. Duque de Gandía; ⚭ I Juana de Aragón, uneheliche Tochter von Alfons von Aragonien, Erzbischof von Saragossa; ⚭ II Francisca de Castro y de Pinos, Tochter von Francisco II. de Castro de So y de Pinos, 8.Visconde de Ebol
- Francisco de Borja (1510–1572), dessen Sohn, 4. Duque de Gandía; ⚭ Leonor de Castro y de Melo
- Carlos de Borja y Aragón (1530–1592), dessen Sohn, 5. Duque de Gandía; ⚭ Magdalena de Centellas y Folch de Cardona, 5. Condesa de Oliva
- Francisco Tomás de Borja Aragón y Centellas (1551–1595), deren Sohn, 6. Duque de Gandía; ⚭ Juana de Velasco y de Aragon († nach 8. November 1595), Tochter von Íñigo Fernández de Velasco y Tovar, 4. Duque de Frías
- Carlos Francisco de Borja Aragón y Centelles (1573–1632), dessen Sohn, 7. Duque de Gandía; ⚭ Artemisia Doria e Carreto
- Francisco Diego Pascual de Borja Aragón y Centelles (1596–1664), dessen Sohn, 8. Duque de Gandía; ⚭ Artemisia Doria e Colonna
- Francisco Carlos Pascual de Borja Aragón y Centelles (1626–1665), dessen Sohn, 9. Duque de Gandía; ⚭ Maria Ponce de Leon y de Aragon
- Pascual Francisco de Borja Aragón y Centelles (1653–1716), dessen Sohn, 10. Duque de Gandía; ⚭ Juana Fernández de Córdoba y Figueroa
- Luis Ignacio Francisco Juan de Borja Aragón y Centelles (1673–1740), dessen Sohn, 11. Duque de Gandía, Principe di Squillace; ⚭ Rosalea Bernarda de Benavides y Aragon
- María Ana Antonia Luisa de Borja Aragón y Centelles (1676–1748), dessen Schwester, 12. Duquesa de Gandía; ⚭ I Diego de Benavides y Aragon, Marques de Solera; ⚭ II Luis Francisco de Benavides y Aragon, Marques de Solera; ⚭ III Juan Manuel de Zuniga Sotomayor y Guzman, Duque de Bejar
- Francisco Alfonso-Pimentel Vigil de Quiñones de Borja Aragón, etc. († 1784), 14. Conde y 11. Duque de Benavente, 13. Duque de Gandía (1748), 14. Duque de Medina de Ríoseco; ⚭ María Faustina Téllez-Girón y Guzmán
- María Josefa de la Soledad Alfonso-Pimentel de Borja Zúñiga Enríquez Ponce de León, etc. (* 1752; † 1834), dessen Tochter, 15. Condesa y 12. Duquesa de Benavente, 15. Duquesa de Medina de Ríoseco, 14. Duquesa de Gandía, 12. Duquesa de Béjar, 12. Duquesa de Arcos; ⚭ Pedro de Alcántara Téllez-Girón y Pacheco (1755–1807), 9. Duque de Osuna
  - Francisco de Borja Bruno Téllez-Girón Alfonso-Pimentel etc. (1785–1820), deren Sohn, 10. Duque de Osuna etc.; ⚭ Marie-Françoise-Philippine Gräfin von Beaufort-Spontin (* 1785; † 1830)
- Pedro de Alcántara Téllez-Girón (1810–1844), deren Sohn, 11. Duque de Osuna, 13. Duque de Arcos, 16. Conde y 13. Duque de Benavente, 16. Duque de Medina de Ríoseco, 15. Duque de Gandía, 13. Duque de Béjar, 13. Duque del Infantado, 11. Duque de Lerma
- Mariano Téllez-Girón (1814–1882), dessen Bruder, 12. Duque de Osuna, 12. Duque de Arcos, 17. Conde y 14. Duque de Benavente, 17. Duque de Medina de Ríoseco, 16. Duque de Gandía, 14. Duque de Béjar, 14. Duque del Infantado, 12. Duque de Lerma
- Mariano Téllez-Girón y Fernández de Córdoba (1887–1931), 15. Duque de Osuna, nannte sich 15. Duque de Arcos, 17. Duque de Gandía, 16. Conde y 19. Duque de Benavente, 13. Duque de Uceda, 11. Marqués de Javalquinto, 18. Marqués de Lombay, 19. Conde de Ureña, etc.; ⚭ Petra Duque de Estrada y Moreno (* 1900), Tochter des 8. Marqués de Villapanés
- Angela María Téllez-Girón y Duque de Estrada (* 1925), 16. Duquesa de Osuna, 16. Duquesa de Arcos, 21. Duquesa de Medina de Ríoseco, 18. Duquesa de Gandía, 20. Condesa y 17. Duquesa de Benavente, 18. Duquesa de Plasencia y 14. Duquesa de Uceda, 12. Marquesa de Javalquinto, 16. Condesa de Peñaranda de Bracamonte y de Oropesa, 19. Marquesa de Lombay, 5. Marquesa de Jerrando, de Frechila y Villarramiel, de Toral y de Frómista, 20. Condesa de Ureña, 13. Condesa de Pinto, de Fuensalida, de Alcaudete, de la Puebla de Montalbán, etc.; ⚭ Pedro de Solís-Beaumont y Lasso de la Vega († 1959)
- Ángela María de Ulloa y Solís-Beaumont